# Chipotle-First Solar Development Team
Das Chipotle-First Solar Development Team (zunächst Chipotle Development Team) war ein US-amerikanisches Radsportteam mit Sitz in Boulder.
Die Mannschaft wurde 2011 gegründet und nahm als Continental Team an den UCI Continental Circuits teil. Manager war Chann McRae, der von den Sportlichen Leitern Corey Hart und Nico Mattan unterstützt wurde. Das Chipotle Development Team war das „Farmteam“ des UCI ProTeams Garmin-Barracuda und wurde wie das ProTeam von der Firma Slipstream Sports unter dem CEO Jonathan Vaughters betrieben.
Seit Beginn der Saison 2012 trat zum bisherigen alleinigen Namenssponsor, der Schnellrestaurantkette Chipotle Mexican Grill, First Solar, ein Hersteller von Dünnschicht-Solarmodulen als zweiter Namenssponsor hinzu.
Ende November 2012 erklärte der Chipotle seinen Rückzug aus dem Sponsoring des Teams, worauf die Betreiberfirma Slipstream Sports trotz des Bemühens um einen Nachfolgesponsor die Fahrer von ihren vertraglichen Verpflichtungen freistellte und ihnen riet, sich eine neue Beschäftigung zu suchen. Das Team wurde zur Saison 2013 nicht mehr als Continental Team registriert.

## Saison 2012

### Erfolge in der UCI America Tour
Bei den Rennen der  UCI America Tour im Jahr 2012 gelangen dem Team nachstehende Erfolge.
| Datum      | Rennen                                               | Kat. | Sieger          |
| ---------- | ---------------------------------------------------- | ---- | --------------- |
| 23. Juni   | US-amerikanische Meisterschaft – Straßenrennen (U23) | CN   | Robert Bush     |
| 5. August  | 2a. Etappe Tour de la Guadeloupe                     | 2.2  | Steele Von Hoff |
| 12. August | 9. Etappe Tour de la Guadeloupe                      | 2.2  | Steele Von Hoff |

### Erfolge in der UCI Europe Tour
Bei den Rennen der  UCI Europe Tour im Jahr 2012 gelangen dem Team nachstehende Erfolge.
| Datum     | Rennen                                           | Kat. | Sieger          |
| --------- | ------------------------------------------------ | ---- | --------------- |
| 15. April | 5. Etappe Tour du Loir-et-Cher                   | 2.2  | Steele Von Hoff |
| 19. Mai   | 6. Etappe Olympia’s Tour                         | 2.2  | Steele Von Hoff |
| 21. Juni  | Lettische Meisterschaft – Einzelzeitfahren (U23) | CN   | Andžs Flaksis   |
| 23. Juni  | Lettische Meisterschaft – Straßenrennen (U23)    | CN   | Andžs Flaksis   |

### Abgänge – Zugänge
| Zugänge           | Team 2011                    | Abgänge          | Team 2012    |
| ----------------- | ---------------------------- | ---------------- | ------------ |
| Steele Von Hoff   | Genesys Wealth Advisers      | Thomas Dekker    | Garmin-Sharp |
| Joshua Berry      | RealCyclist.com Cycling Team | Alex Howes       | Garmin-Sharp |
| Evan Hyde         | RealCyclist.com Cycling Team | Raymond Kreder   | Garmin-Sharp |
| Michael Midlarsky | RealCyclist.com Cycling Team | Jacob Rathe      | Garmin-Sharp |
| Robin Carpenter   | Neoprofi                     | Kirk Carlsen     | Team Exergy  |
| Andžs Flaksis     | Neoprofi                     | Andrew Barker    | Unbekannt    |
| Adam Leibovitz    | Neoprofi                     | Elliot Craddock  | Unbekannt    |
| Alister Ratcliff  | Neoprofi                     | Alfredo Cruz     | Unbekannt    |
|                   |                              | Maxwell Durtschi | Unbekannt    |
|                   |                              | Gavriel Epstein  | Unbekannt    |
|                   |                              | Thacker Reeves   | Unbekannt    |

### Mannschaft
| Name               | Geburtstag        | Nationalität       | Team 2013                            |
| ------------------ | ----------------- | ------------------ | ------------------------------------ |
| Joshua Berry       | 1. Dezember 1990  | Vereinigte Staaten | La Pomme Marseille                   |
| Robert Bush        | 13. März 1990     | Vereinigte Staaten | La Pomme Marseille                   |
| Robin Carpenter    | 20. Juni 1992     | Vereinigte Staaten | Hincapie Sportswear Development Team |
| Andžs Flaksis      | 18. März 1991     | Lettland           | Bontrager Cycling Team               |
| Evan Hyde          | 10. Februar 1984  | Vereinigte Staaten |                                      |
| Andrei Krasilnikau | 25. April 1989    | Belarus            | AVC Aix-en-Provence                  |
| Adam Leibovitz     | 29. April 1991    | Vereinigte Staaten |                                      |
| Michael Midlarsky  | 17. November 1989 | Vereinigte Staaten |                                      |
| Lachlan Morton     | 2. Januar 1992    | Australien         | Garmin Sharp                         |
| Anders Newbury     | 26. Juli 1992     | Vereinigte Staaten |                                      |
| Alister Ratcliff   | 6. April 1988     | Vereinigte Staaten | Team 3M                              |
| Thomas Scully      | 14. Januar 1990   | Neuseeland         | Team Raleigh                         |
| Robbie Squire      | 1. April 1990     | Vereinigte Staaten | Ceramica Flaminia-Fondriest          |
| Daniel Summerhill  | 13. Februar 1989  | Vereinigte Staaten | UnitedHealthcare Pro Cycling Team    |
| Steele Von Hoff    | 31. Dezember 1987 | Australien         | Garmin Sharp                         |

## Platzierungen in UCI-Ranglisten
UCI Africa Tour
| Saison | Mannschaftswertung | Fahrerwertung        |
| ------ | ------------------ | -------------------- |
| 2011   | 11.                | Anders Newbury (55.) |
| 2012   | -                  | -                    |

UCI America Tour
| Saison | Mannschaftswertung | Fahrerwertung            |
| ------ | ------------------ | ------------------------ |
| 2011   | 10.                | Andrei Krasilnikau (80.) |
| 2012   | 28.                | Steele Von Hoff (169.)   |

UCI Asia Tour
| Saison | Mannschaftswertung | Fahrerwertung         |
| ------ | ------------------ | --------------------- |
| 2011   | 40.                | Lachlan Morton (115.) |
| 2012   | -                  | -                     |

UCI Europe Tour
| Saison | Mannschaftswertung | Fahrerwertung       |
| ------ | ------------------ | ------------------- |
| 2011   | 78.                | Jacob Rathe (337.)  |
| 2012   | 49.                | Andžs Flaksis (93.) |

UCI Oceania Tour
| Saison | Mannschaftswertung | Fahrerwertung         |
| ------ | ------------------ | --------------------- |
| 2012   | 9.                 | Steele Von Hoff (10.) |